# 중앙로 (청주 증평)
중앙로(Jungang-ro)는 충청북도 청주시 청원구 북이면 옥수삼거리 에서 증평군 증평읍를 잇는 충청북도의 도로이다.

## 주요 경유지
충청북도
- 청주시 청원구 북이면) - 증평군 (증평읍)

## 노선
| 이름       | 접속 노선                | 소재지 | 소재지 | 소재지                    | 비고 |
| ---------- | ------------------------ | ------ | ------ | ------------------------- | ---- |
| 옥수삼거리 | 국도 제33호선 (충청대로) | 청주시 | 청원구 | 북이면                    |      |
| 초중교     |                          | 청주시 | 청원구 | 북이면                    |      |
|            | 증평군                   | 증평읍 | 증평읍 |                           |      |
| 삼보사거리 | 증평군                   | 증평읍 | 증평읍 | 삼보로                    |      |
| (이름없음) | 증평군                   | 증평읍 | 증평읍 | 지방도 제540호선 (광장로) |      |

## 주요 건물 및 시설
- E1 옥수LPG충전소 (중앙로 26/옥수리 2-3)
- 토프레소 증평초중점 (중앙로 107/초중리 614-5)
- 증평병원 (중앙로 114/초중리 109-3)
- HD현대오일뱅크 뉴증평주유소 (중앙로 122/초중리 11-7)
- 국민건강보험공단 증평출장소 (중앙로 148/초중리 11-41)
- 농협 괴산축협농협 증평지점 (중앙로 169/창동리 767)
- 아성다이소 증평점 (중앙로 182/신동리 84)
- SK텔레콤 Tworld 한음대리점 증평중앙점 (중앙로 184/신동리 83)
- 농협 증평농협 중앙지점 (중앙로 191/창동리 118)
- 농협 증평농협 하나로마트 (중앙로 191/창동리 118)
- 뚜레쥬르 충북증평점 (중앙로 202/중동리 26-2)
- 증평우체국 (중앙로 208/중동리 30)
- 신협 증평신협본점 (중앙로 210/중동리 32)
- 신한은행 증평지점 (중앙로 214/중동리 49)
- 증평지구대 (중앙로 232/교동리 63)
- 국민연금공단 증평지사 (중앙로 233/교동리 12)
- 농협 증평군시지부 (중앙로 236/교동리 66)